# IC 4577
IC 4577 ist eine kompakte Galaxie vom Hubble-Typ C im Sternbild Schlange am Nordsternhimmel. Sie ist schätzungsweise 319 Millionen Lichtjahre von der Milchstraße entfernt und hat einen Durchmesser von etwa 75.000 Lj. 

Im selben Himmelsareal befinden sich u. a. die Galaxien IC 4573, IC 4575, IC 4576, IC 4579.
Das Objekt wurde am 7. April 1900 von Stéphane Javelle entdeckt.